# Live from Bunkr – Prague
Live from Bunkr – Prague je jediné koncertní album americké rockové superskupiny Noel Redding and Friends. Bylo nahrané v roce 1995 a vydané až po smrti Noel Reddinga v roce 2003. První vydání vyšlo v roce 1996 a teprve po smrti Noel Reddinga vyšla v USA reedice. Nebyla to kapela, ale volné seskupení hudebníků, kteří se sešli, aby zahráli k čtvrtému výročí klubu Bunkru. Vystoupení navštívil také tehdejší prezident Václav Havel. Obálku navrhl pražský výtvarník Joska Skalník, proto je na americkém vydání jiná obálka.

## Seznam skladeb
1. „Voodoo Child“ (Jimi Hendrix) - 7:06
2. „Stone Free“ (Hendrix) - 3:24
3. „Silver Paper“ (Corky Laing, Felix Pappalardi, Leslie West) - 3:35
4. „Cold Turkey“ (John Lennon) - 4:17
5. „Come On“ (Earl King) - 4:07
6. „Purple Haze“ (Hendrix) - 3:44
7. „Little Wing“ (Hendrix) - 5:18
8. „Red House“ (Hendrix) - 4:50
9. „Little Miss Lover“ (Hendrix) - 2:59
10. „Wild Thing“ (Chip Taylor) - 4:59
11. „Hey Joe“ (Billy Roberts) - 7:04

## Sestava
- Noel Redding – baskytara, zpěv
- Ivan Král – kytara, zpěv
- Anthony Krizan – kytara, zpěv
- Frankie LaRocka – bicí

&
- Tonya Graves – zpěv (Skladba 8)